# Schoolmeesterwoning (Vollezele)
De oude schoolmeesterwoning is het oude schoolhuis van Vollezele en maakt vandaag de dag deel uit van de grotere Gemeentelijke Basisschool De Notelaar. Op de voorgevel prijken twee art nouveau sgraffitopanelen.

## Geschiedenis gebouw
In 1906 werd de grond gekocht waarop de huidige gemeenteschool is opgericht. Men begon datzelfde jaar met de bouw van de eerste twee klassen, samen met het schoolhuis. In 1910 bestond het schoolpersoneel uit 5 personen, waaronder Jaak Ballings, de bekende toneelschrijver. Het aantal leerlingen bedroeg in die tijd 330 kinderen, wat betekende dat één leerkracht soms tot 66 leerlingen onder zijn hoede had. 
De schoolmeesterwoning omvatte twee verdiepingen en een zolderverdieping. Tussen de grote ramen aan de voorgevel prijken twee panelen van elk 1 meter hoog en 1,8 meter breed, waarin sgraffito's werden aangebracht rond 1909.

## Sgraffitopanelen

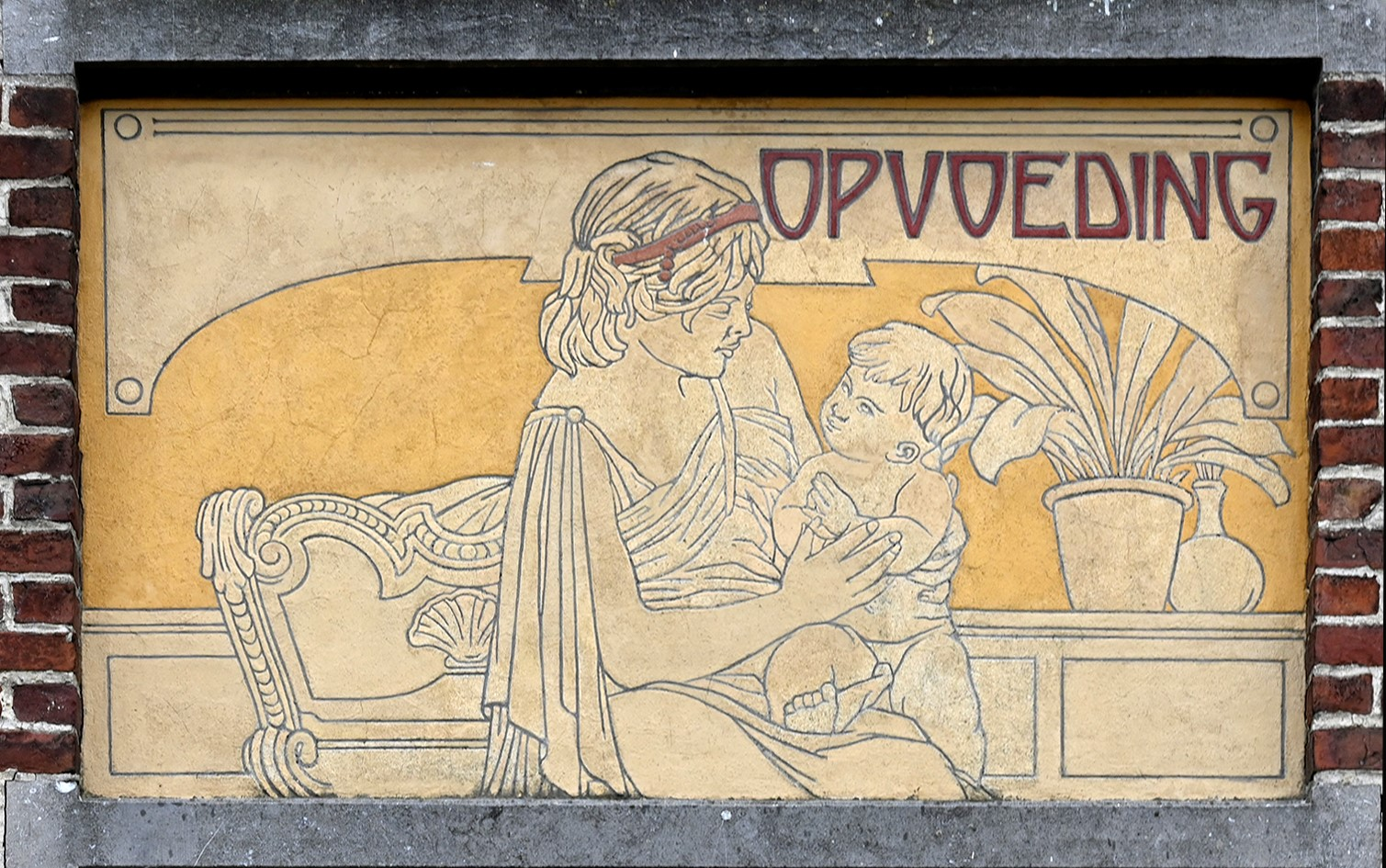
Sgraffitopaneel Vollezele

De panelen zijn allegorische afbeeldingen van 'Onderwijs' en 'Opvoeding' als doelstellingen van de school. Voor het maken van sgraffito brengt een kunstenaar verschillende gekleurde pleisterlagen bovenop elkaar aan en creëert een tekening door lagen weg te krassen. De naam van deze decoratietechniek stamt af van het Italiaanse graffiare, dat 'krassen' betekent. De sgraffito-techniek werd al toegepast in het Oude Griekenland. Dit soort werken is zeer zeldzaam voor de streek. 
Doorheen de jaren werd de bovenste laag gedeeltelijk weggespoeld door weersomstandigheden als zure regen, waardoor de onderliggende laag zichtbaar werd.

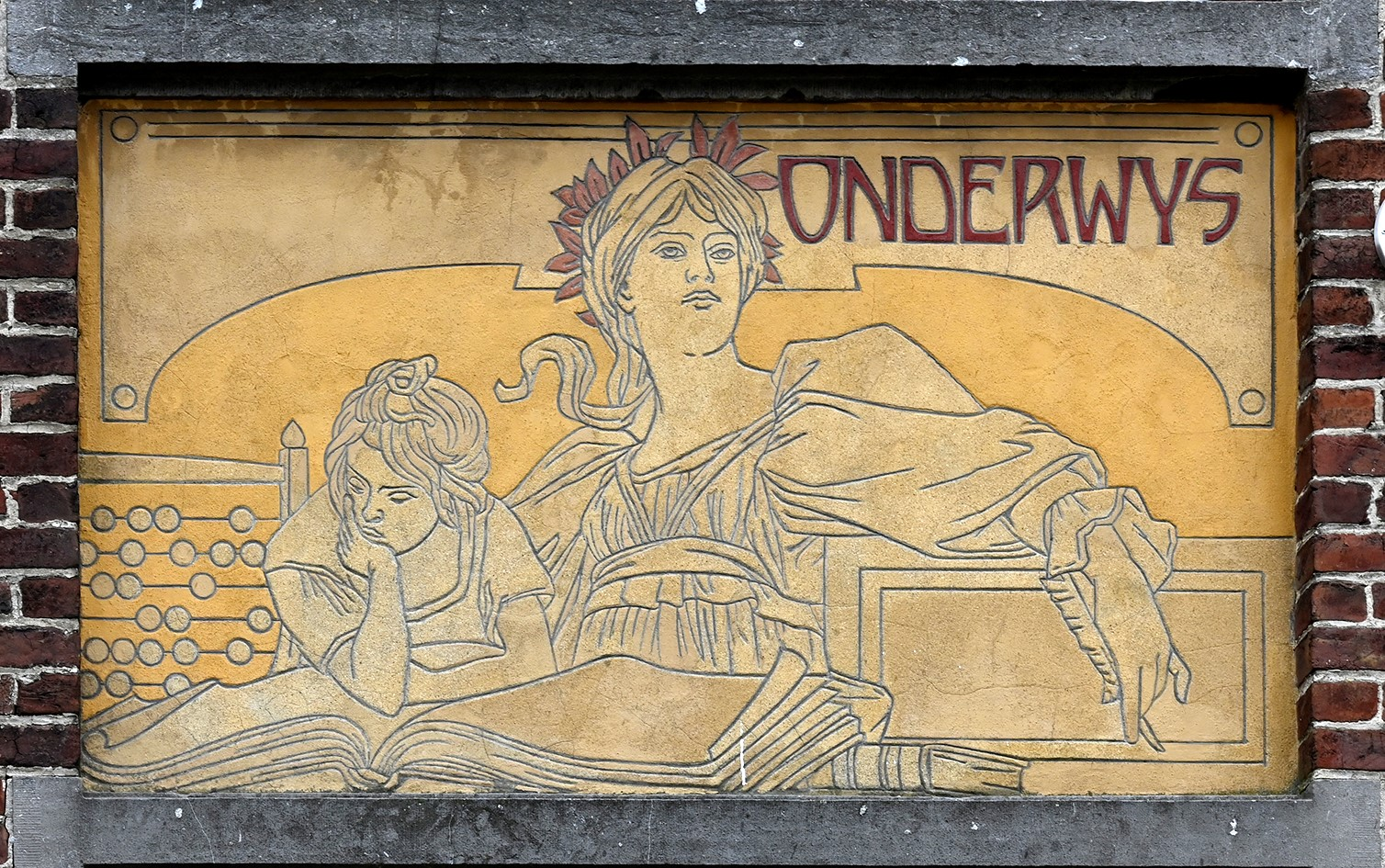
Sgraffitopaneel Vollezele

Maurits Van Liedekerke uit Herne drong in 2014 bij de gemeente Galmaarden aan om deze panelen te laten restaureren. In 2015 werd de opdracht gegeven aan restauratrice Goede Reyniers uit Gent om de panelen te restaureren. De restauratietechniek bestond uit het aanbrengen van een vloeistof, die de zandkorrels aan elkaar bindt, zonder dat het uitzicht van de sgraffito verandert. Pas na 4 à 5 weken kon er overgegaan worden tot de herstelling van de beige toplaag. 
De restauratie werd eind september succesvol beëindigd. 

## Erfgoed
Het schoolmeestergebouw met de bijhorende sgraffitopanelen werd in 2014 vastgesteld als waardevol erfgoed.